# Геотехнічні властивості гірських порід
Геотехнічні властивості гірських порід (рос.геотехнические свойства горных пород, англ. geotechnical properties of rocks, нім. geotechnische Eingenschaften f pl der Gesteine) — фізико-механічні властивості гірських порід, що розглядаються в геомеханіці, механіці гірських порід, та у геотехнічній інженерії, зокрема:
- Стійкість гірських порід
- Міцність гірських порід
- Обвалюваність гірських порід
- Проникність гірських порід
- Просадочність гірських порід
- Буримість гірських порід
- Морозостійкість гірських порід
- Просадочність гірських порід
- Розпушуваність гірських порід
- Проникність гірських порід
- Стисливість гірських порід
- Усадка гірських порід